# روار هاغن (رسام توضيحي)
روار هاغن (بالنرويجية البوكمول: Roar Hagen)‏ هو رسام توضيحي نرويجي، ولد في 15 أبريل 1954 في Ørsta (village) ‏ في النرويج.